# Circuit Zandvoort
A Circuit Zandvoort (2017-ig Circuit Park Zandvoort) a közvetlenül az Északi-tenger partján, a holland Zandvoort település mellett található homokos tengerparti dűnék között elhelyezkedő versenypálya, amelyen 1952-től 1985-ig harmincszor rendeztek Formula–1-es versenyt. 2021-től 36 év után újra visszatér ide a mezőny.

## Története
A pálya 1948-as tervezése nagy részben Johannes Hugenholtz nevéhez fűződik. Az egykori, alig 4,2 km hosszú létesítmény között – kisebb megszakításokkal – harminc alkalommal adott otthont a Formula–1 holland nagydíjnak. A korábbi vonalvezetés főleg gyors kanyarokból, illetve egy hajtűkanyarból állt, ami a célegyenes után következett. A pályát 1971 után már nem találták elég biztonságosnak, mivel az 1970. június 21-én megrendezett futam alatt Piers Courage balesetet szenvedett, és égő autójában meghalt. Annak ellenére, hogy Panorama néven új sikánt építettek, 1973. július 29-én a brit Roger Williamson is halálos égési sérülések következtében hunyt el. 1979-ben egy újabb sikánnal bővült a pálya. 1980. július 20-án a német Formula–2-es versenyző, Hans-Georg Bürger is meghalt a Formula–2 Európa-bajnokság versenyén. 1985-ben a Formula–1 hosszú időre elbúcsúzott a zandvoorti pályától. A létesítményt 1998-ban építették át utoljára, és alakították ki mai, 4,26 km-es hosszát. A pályát jelenleg többek között a DTM-nek, a Túraautó-világbajnokságnak, az A1 GP-nek és néhány nemzeti versenynek szolgál otthonául.

## Halálos balesetek a pályán
Piers Courage az 1970-es holland nagydíjon egy csatában elvesztette uralmát az autója felett és felborult, és autója kiégett. A pilóta halálos égési sérüléseket szenvedett. Az 1973-as holland nagydíjon a brit Roger Williamson falnak ment autójával és felborult, majd átcsúszott a pálya másik oldalára és a kocsi égni kezdett. David Purley szemtanúja volt a balesetnek, megállt, megvárta míg a többiek elmentek és átszaladt a pályán. Megkísérelte visszaborítani az autót, de nem sikerült. Segítséget kért a pályamunkásoktól de ők féltek, hogy felrobban. Purley elvett egy poroltót és próbálta eloltani az egyre nagyobb lángokat, majd amikor egy pályamunkás meg akarta őt akadályozni a tűz oltásában, arcon ütötte. Percekig tartó szenvedés után Purley feladta, és búsan elsétált. Hősiességéért később kitüntették. A következő versenyen nem állt rajthoz, sőt el sem utazott, ő vitte Roger Williamson koporsóját a temetésén. Purley 1985. július 2-án lezuhant repülőjével és meghalt.

## Különféle vonalvezetések, kanyarok
A pályán a következő kanyarok találhatóak:
- Tarzan (1)
- Gerlach (2)
- Hugenholtz (3)
- Hunzerug (4)
- Rob Slotemaker (5)
- Scheivlak (6)
- Masters (korábban Marlboro) (7)
- Renault (8)
- Vodafone (9)
- Audi S (10 + 11)
- Kumho (12)
- Arie Luyendyk (13)

A legnagyobb szintkülönbség a pályán 15 méter.

A célegyenes egy A1GP-verseny alatt.

A pálya vonalvezetése az évek során többször módosult:
- 1948-1971: 4,193 km (2,605 m)
- 1972-1979: 4,226 km (2,626 m)
- 1980-1989: 4,252 km (2,642 m)
- 1990-1998: 2,526 km (1,57 m)
- 1999 óta: 4,3 km (2,672 m)

1948-1971
1972-1979
1980-1989
1990-1998
1999-